# Nicolas Fargues
Nicolas Fargues, född den 8 mars 1972, är en fransk författare. Han har länge varit bosatt på Madagaskar, men lever idag i Paris.